# Сельское поселение имени М. Горького
Сельское поселение им. М.Горького — муниципальное образование в составе Кавказского района Краснодарского края России. 
В рамках административно-территориального устройства Краснодарского края ему соответствует сельский округ имени М. Горького.
Административный центр — посёлок имени М. Горького.

## Население
| 2010  | 2012  | 2013  | 2014  | 2015  | 2016  | 2017  |
| ----- | ----- | ----- | ----- | ----- | ----- | ----- |
| 3883  | ↘3822 | ↘3803 | ↘3800 | ↗3808 | ↗3824 | ↘3799 |
| 2018  | 2019  | 2020  | 2021  | 2023  |       |       |
| ↗3815 | ↘3781 | ↘3772 | ↘3643 | ↘3588 |       |       |

## Населённые пункты
В состав сельского поселения (сельского округа) входят 5 населённых пунктов:
| № | Населённый пункт  | Тип населённого пункта | Население (чел.) |
| - | ----------------- | ---------------------- | ---------------- |
| 1 | имени М. Горького | посёлок                | ↗2297            |
| 2 | Озёрный           | посёлок                | ↗534             |
| 3 | Пролетарский      | посёлок                | ↗719             |
| 4 | Пролетарский      | хутор                  | ↘75              |
| 5 | Черномуровский    | хутор                  | ↘258             |